# Lipov

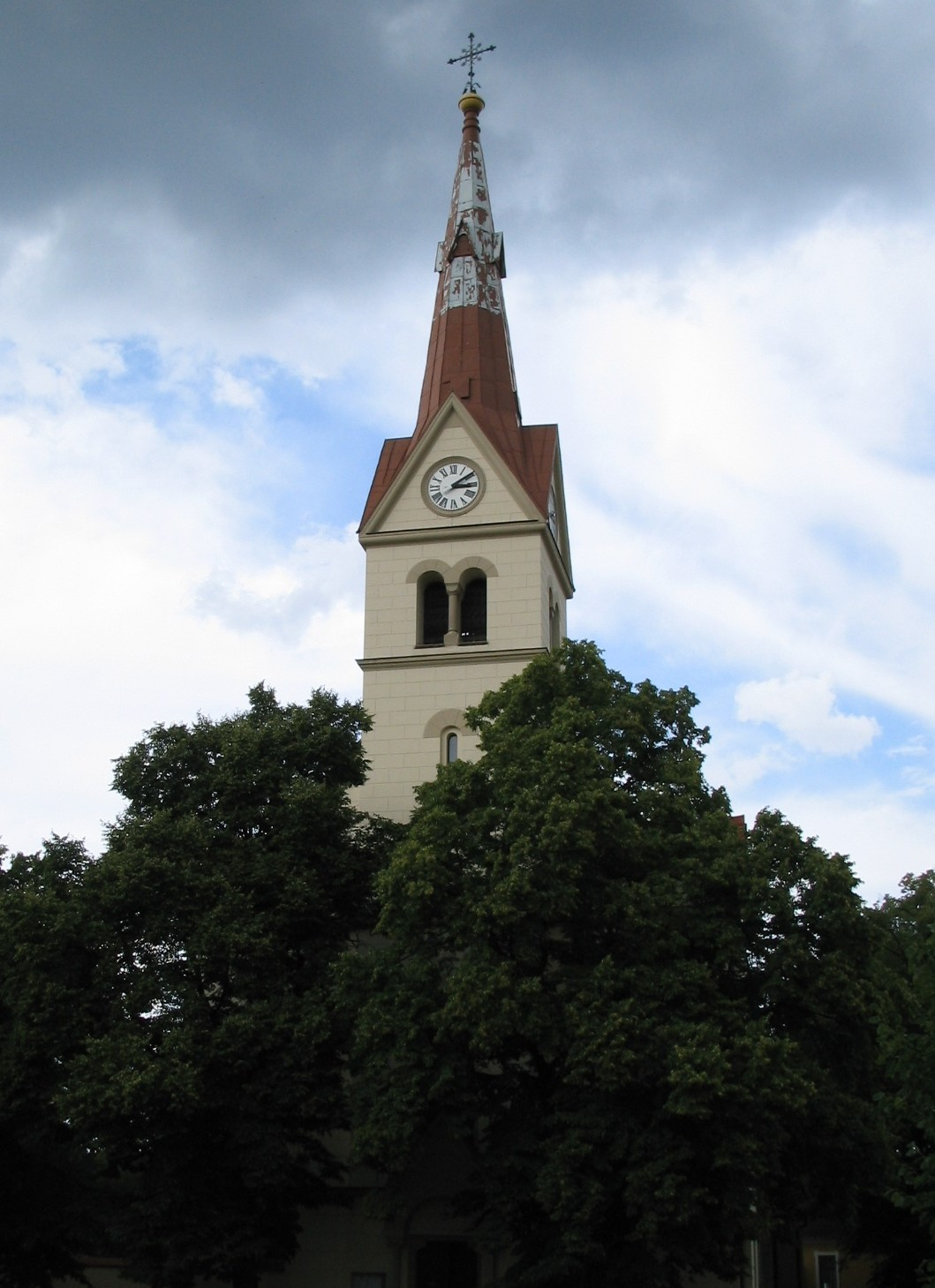
Kirche Aller Heiligen

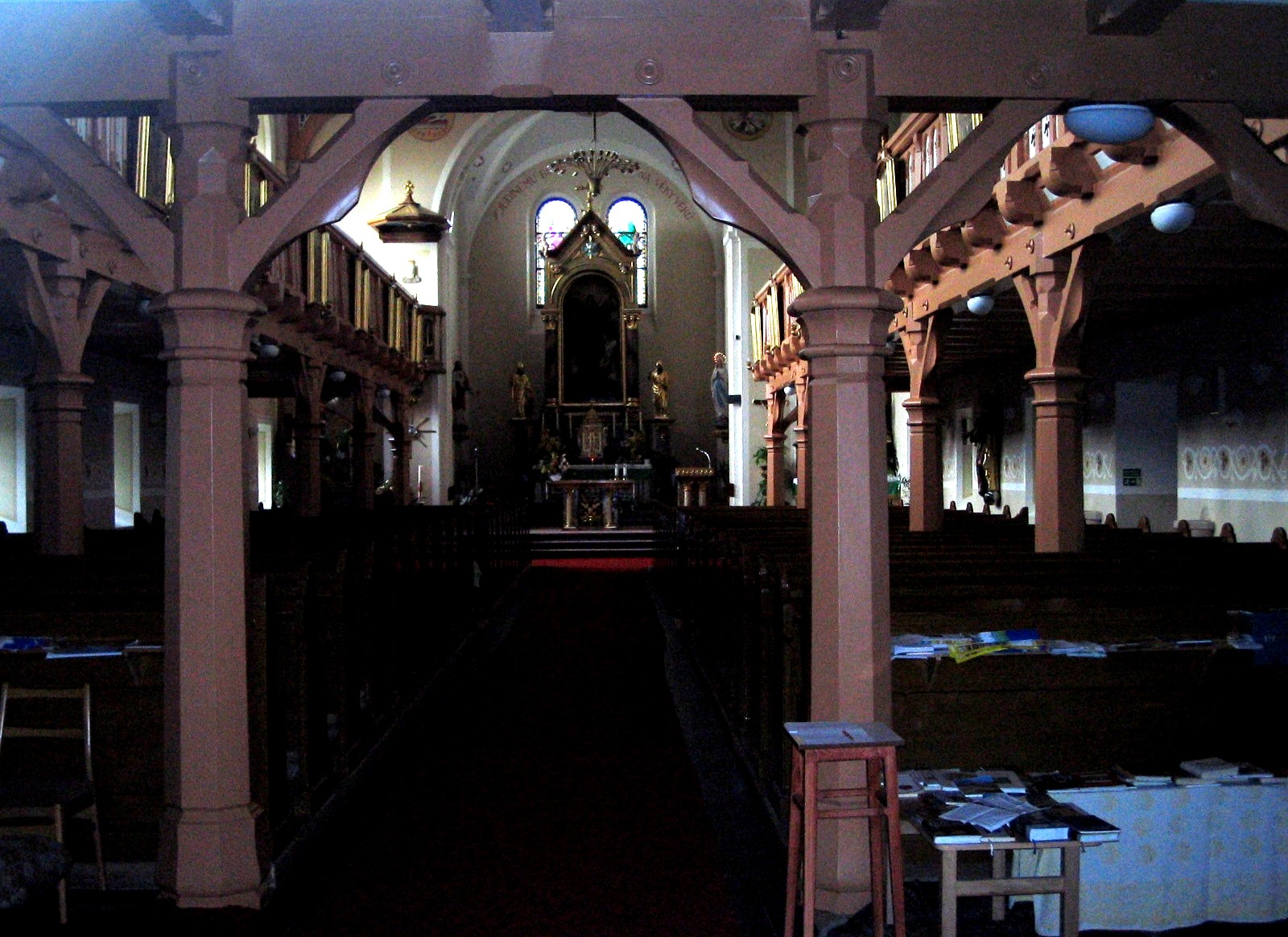
Innenansicht der Kirche

Lipov (deutsch Lippau) ist eine Gemeinde in Tschechien. Sie liegt acht Kilometer südöstlich von Veselí nad Moravou und gehört zum Okres Hodonín.

## Geographie
Lipov erstreckt sich beiderseits der Velička in den westlichen Ausläufern der Weißen Karpaten. Nördlich erhebt sich die Zámezí (222 m), im Nordosten die Nová hora (326 m) und Stará hora (311 m), östlich die Dlouhá hora (375 m), im Südosten die Hájova (354 m), südlich die Vrchy (340 m) und der Výzkum (439 m) sowie im Nordwesten der Radošov (244 m). Am Hang in den Weinbergen nördlich des Dorfes verläuft die Bahnstrecke Nové Mesto nad Váhom–Veselí nad Moravou.
Nachbarorte sind Blatnice pod Svatým Antonínkem im Norden, Louka im Nordosten, Maňáčany, Horákův Mlýn, Žilkův Mlýn und Suchov im Osten, Velká im Südosten, Hrubá Vrbka und Malá Vrbka im Süden, Radějov und Kněždub im Südwesten, Tasov im Westen sowie Zarazice und Veselí nad Moravou im Nordwesten.

## Geschichte
Lipov wurde wahrscheinlich zwischen dem 10. und 12. Jahrhundert gegründet. 1348 zeichnete in einer Urkunde des Besitzers des Gutes Velká, Ulman de Welka, ein Chotieborz de Tylea (Chotěbor z Lípy) als Zeuge. Da auch die anderen Zeugen aus der Umgebung stammen, wird angenommen, dass Chotieborz seinen Sitz in Lipov hatte. Als gesicherte Ersterwähnung gilt eine Urkunde aus dem Jahre 1358 über den gemeinschaftlichen Besitz der Brüder Pavel von Strání und Ctibor von Lipov, der die Dörfer Korytná, Horní Němčí, Strání und Lipov umfasste. Im Jahre darauf verkauften diese das Städtchen Strání, Korytná sowie ein Drittel von Horní Němčí und Rechte in Volenov an die Brüder Franěk, Petr und Václav von Kunovice, wobei Pavel auch im Namen der Waisen von Benesch und Milota von Gansberg handelte. 1366 schlossen Benesch Gans von Gansberg (Beneš Hus z Kanšperka) und seine Söhne mit Ctibor von Lipov einen Vertrag über die gemeinsame Bewirtschaftung der Güter Lipov, Korytná und Horní Němčí. Seit dieser Zeit verwendeten Benesch und seine Söhne Wernusch und Wilhelm auch das Prädikat von Lipov. 1379 klagte Ctibor von Lipov beim Markgrafen über die Überschuldung der Güter durch Wernusch Gans von Gansberg und verkaufte seinen Teil von Lipov daraufhin dem Olmützer Oberstkämmerer Wenzel von Krawarn. 1381 erwarb Wenzel auch die Anteile von Wernusch und Wilhelm Gans von Gansberg an Lipov, das halbe Dorf Horní Němčí sowie sieben Huben von Korytná. Im Jahre 1417 verpfändete Peter von Krawarn das Städtchen Lipov an Liček von Újezd. Dieser erhielt 1420 das Pfand zurück. Nachfolgend wechselten die Grundherren häufig. Zu Beginn des 16. Jahrhunderts wurde die Gegend von den Truppen des ungarischen Heerführers Filippo Scolari, genannt Pipo Spanio, und danach während der Hussitenkriege durch Jan Hašek von Ostroh verwüstet. Nachfolgend wurde der zur Herrschaft Strážnice gehörige Marktflecken weiterhin von verschiedenen Truppen heimgesucht. Nachdem Georg von Krawarn 1466 verstorben war, fiel das Erbe seiner Tochter Elisabeth zu, die mit Pertold von Leipa verheiratet war. Nachfolgend kam es zu häufigen Streitigkeiten mit den Brüdern Mikuláš und Václav von Vojslavice über die Leitung der Wässer von Blatnice zu den Teichen bei Veselí und Lipov. Nachdem ihr erster Mann 1482 verstorben war, heiratete Elisabeth 1483 in zweiter Ehe Peter IV. von Rosenberg. Drei Jahre später verpfändeten Peter und Wok II. von Rosenberg die Herrschaft an Johann d. Ä. von Zierotin. Im Steuerregister von 1516 bis 1519 sind für Lipov 29 Wirtschaften ausgewiesen.
Die Herren von Zierotin förderten im 16. Jahrhundert die Ansiedlung Böhmischer Brüder. Nach dem Einfall der siebenbürgischen Aufständischen unter Stephan Bocskai im Jahre 1605 lagen in Lipov 35 der 68 Wirtschaften wüst. Im Jahre 1617 bestand das Städtchen Lipov aus 46 Halbhüfnerwirtschaften, 49 Viertelhüfnern und 38 Häuslern. Lipov und Velká wurden zu dieser Zeit entlang der Velička in zwei Anteilen aufgeführt. Das Städtchen Lipov lag links des Flusses und gegenüber die Ansiedlung Závodí. Beide waren als Straßendörfer angelegt. Im Burgrechtsregister sind für das Städtchen 74 Anwesen und für Závodí 68 ausgewiesen. 1621 wurde Lipov von den Truppen Gábor Bethlens verwüstet. Die nach der Schlacht am Weißen Berg konfiszierten Güter der Herren von Zierotin sowie der Anteil des Freimüllers Jan Rejtejn von Varjelit wurden 1629 an Franz von Magnis verkauft. Beim Einfall der Türken wurde die alte Kirche 1663 stark beschädigt. Im Jahre 1790 bestand Lipov aus 153 Häusern und hatte 820 Einwohner. Zu dieser Zeit bestand auch eine jüdische Gemeinde. Die katholische Pfarre in Lipov wurde 1784 erneuert. 1794 wurde die ruinierte Kirche wiederhergestellt und um einen Turmanbau erweitert. Trotz sanitärer Sicherungsmaßnahmen breitete sich die 1831 in Niederungarn ausgebrochene Choleraepidemie nach Mähren aus. Der Friedhof war durch die Vielzahl der Sterbefälle überlastet, so dass am Platz Kopánec ein Cholerafriedhof angelegt werden musste. Im Jahre 1838 bestand Lipov aus 181 Häusern und hatte 1059 Einwohner. Bis zur Mitte des 19. Jahrhunderts blieb Lipov immer nach Strážnice untertänig. 
Nach der Ablösung der Patrimonialherrschaften bildete Lipov/Lippau ab 1850 eine Marktgemeinde in der Bezirkshauptmannschaft Göding und dem Gerichtsbezirk Strážnice. 1870 lebten in den 223 Häusern von Lipov 1242 Personen. Zum Ende des 19. Jahrhunderts erhielt der Markt den tschechischen Namen Lípov, welcher 1924 wieder in Lipov geändert wurde. Im Jahre 1900 war die Einwohnerzahl auf 1755 angewachsen. Nachfolgend wurde diese stark rückläufig, und 1910 lebten in Lipov nur noch 1505 Personen. 1914 wurde eine Bürgerschule eingerichtet und zwei Jahre später entstand das Postamt Lipov. Im Jahre 1927 wurde die Bahnstrecke Myjava–Veselí nad Moravou eingeweiht. Die Schule wurde 1888 für einen dreiklassigen Unterricht erweitert. 1922 entstand ein neues Schulgebäude. Zwischen 1949 und 1960 gehörte die Gemeinde zum Okres Veselí nad Moravou und kam nach dessen Auflösung wieder zum Okres Hodonín zurück. 
Aus Lipov stammt das Zymbalorchester Horňácká cimbálová muzika von Petr Galečka.

## Gemeindegliederung
Für die Gemeinde Lipov sind keine Ortsteile ausgewiesen. Zu Lipov gehört die Ansiedlung Maňáčany (Maniaky).

## Sehenswürdigkeiten
- Kirche Allerheiligen, sie entstand 1878 anstelle eines gotischen Vorgängerbaus. Im Innern befinden sich hölzerne Galerien.
- Landschaftsschutzgebiet CHKO Bílé Karpaty, südwestlich des Dorfes
- Naturschutzgebiet Háj u Lipova am südöstlichen Ortsrand
- Marienstatue im Wäldchen Háj
- Eisenbahnviadukt, nordöstlich des Dorfes